# Smbat I
Smbat I, (in armeno Սմբատ Ա.?), detto il Martire (850 – 912), è stato un sovrano armeno del Regno di Armenia.

## Biografia
Il regno di Smbat I fu un periodo di guerre interminabili contro i conquistatori arabi e i nobili armeni ribelli. Combatté con risultati altalenanti contro Afshin, il rappresentante del Califfo in Atropatene, ma fu sconfitto da Yūsuf, il fratello di Afshin. 
Successivamente, fu tradito da Gagik Artsruni e Sparapet Ashot, che si proclamarono indipendenti dalla sovranità di Smbat. 
Verso la fine del regno di Smbat, Yusuf gli mosse di nuovo guerra. La moglie di Smbat fu catturata e scambiata con suo figlio Mushegh e il suo nipote Smbat, che furono poi avvelenati da Yūsuf. L'esercito di Yūsuf predò il resto dell'Armenia mentre avanzava verso la Fortezza Blu, in cui si era rifugiato Smbat, e la pose sotto assedio per qualche tempo.
Nel 912, Smbat decise di arrendersi a Yūsuf, con la speranza di porre termine all'assalto degli Arabi.
Yūsuf, comunque, non mostrò alcuna compassione verso il suo prigioniero: infatti, torturò il re armeno a morte e mostrò il suo corpo decapitato su una croce a Dvin. Gli succedette suo figlio Ashot II, che fu in grado di respingere gli invasori e restaurare la pace in Armenia.

## La Famiglia Reale
I fratelli di Smbat furono Shapuh, Sparapet di Armenia, e David, principe reggente (Ishkhan) di Armenia. Alla sua morte, Shapuh fu sepolto nella tomba di famiglia di Bagaran e il re Smbat lo sostituì con suo figlio Ashot. 
Ashot costruì la chiesa di Bagaran sulle rive del fiume Akhurian. Lo stesso Ashot fu successivamente nominato re da Yusuf in contrapposizione ad Ashot II in un tentativo di dividere l'Armenia, un piano che fallì però dopo due anni di guerra civile (912-914).
Smbat ebbe almeno due sorelle, Mariam e Sofia.
Mariam fu considerata una santa donna. Ebbe i figli Grigor, Sahak e Vasak. Il principe Grigor fu avvelenato da Yusuf mentre Sahak e Vasak si rifugiavano a Sevanavank.
Yusuf li perseguitò e così essi, con la loro madre, le famiglie e le ricchezze che erano in grado di portare con loro, fuggirono verso est. Si ritirarono nell'Artsakh, dove la loro madre morì. Dopo alcuni anni, quando la famiglia riconquistò le sue terre, il suo corpo fu traslato e sepolto nella chiesa di Shoghakat che Mariam aveva fatto edificare a Echmiadzin.
La sorella Sofia si sposò con Krikor Artsruni ed ebbe i figli Ashot, Sofia, Gagik e Gurgen. Gagik fu un principe ambizioso, che governò Vaspurakan e sfidò la sovranità di suo zio il re Smbat.